# Altenstadt (Feldkirch)
Altenstadt ist eine Fraktion der Stadt Feldkirch im österreichischen Bundesland Vorarlberg. Sie bildet zusammen mit den Fraktionen Gisingen und Levis die gleichnamige Katastralgemeinde und einen Zählsprengel der Stadt.

## Geschichte
Spuren der ersten Besiedlung Altenstadts traten in den 1950er Jahren zutage, als die Reste der knapp 3.000 Jahre alten spätbronzezeitlichen Kultstätte freigelegt wurden. Das heutige Altenstädter Gebiet bot sich für eine Besiedlung wegen seiner verkehrsgünstigen Lage am Taleingang zwischen Ardetzenberg und Tillis an. Bei im Mai und Juni 2006 durchgeführten Ausgrabungen wurde ein nach Münzfunden in der Spätantike zwischen der zweiten Hälfte des 3. Jahrhunderts und dem 4. Jahrhundert genutztes römisches Bauwerk freigelegt. Es wird vermutet, dass es sich um die römische Straßenstation Clunia handelt.
Der Ort hieß ursprünglich Feldkirch (Feldkirichun, Veldkiricha u. a. Schreibweisen, z. B. nach dem Rätischen Reichs-Urbar von 850 n. Chr.). Namensgebend war eine in der damals noch sehr dünn besiedelten Ebene wohl weithin sichtbare Kirche im Feld. Allgemein wird angenommen, dass es sich hierbei um die im 9. Jahrhundert errichtete St. Petronilla-Kirche (heute Kapelle St. Petronilla und Martin) handelt, namensgebend könnte jedoch auch schon die Mutterkirche St. Peter im Petersfeld im heutigen Rankweil gewesen sein.
Mit dem Bau der Schattenburg einige Kilometer südlich direkt am Talausgang der Ill aus dem Walgau entstand dann jedoch im 11. und 12. Jahrhundert eine neue Ansiedlung, für welche der Name Feldkirch übernommen wurde und die sich nach und nach zur Stadt Feldkirch entwickelte. Das nördlicher gelegene ursprüngliche Feldkirch wurde folglich (ab etwa dem 14. Jh.) Alte Statt genannt, aus welchem sich der heutige Name Altenstadt entwickelte.
Die Stadt Feldkirch wurde 1925 gemeinsam mit den Gemeinden Altenstadt, Tosters und Tisis zu Groß-Feldkirch verbunden.

## Bauwerke

### Petronillakapelle
Die Kapelle St. Petronilla und Martin ist eine der ältesten Kirchengebäude Vorarlbergs und gilt als Kirche im Feld als Namensursprung von Feldkirch.

### Dominikanerinnenkloster

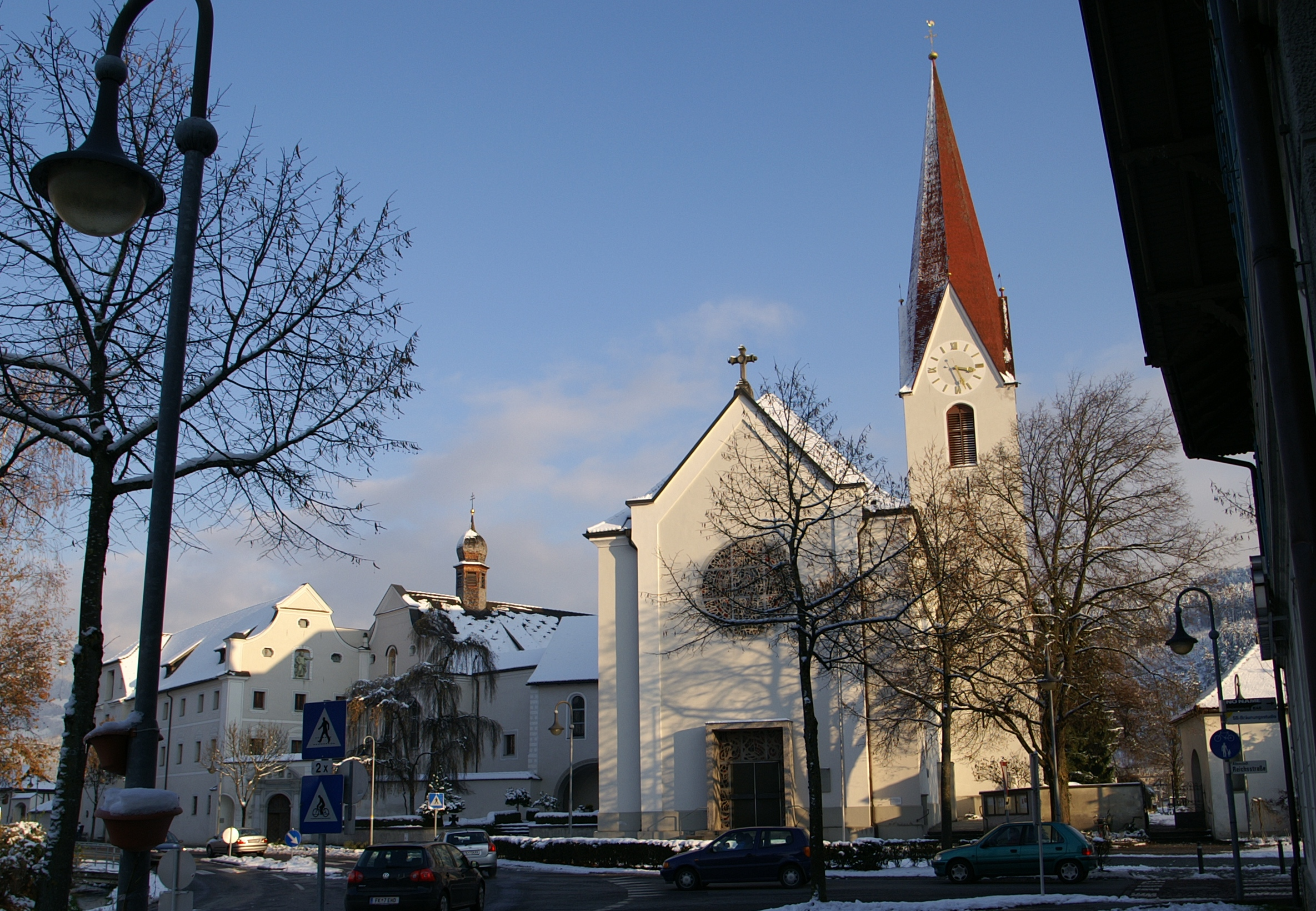
Kloster und Pfarrkirche

Ferner steht in Altenstadt ein im 13. Jahrhundert gegründetes Dominikanerinnenkloster mit einer 1442 geweihten Taufkapelle und Fresken aus dem 15. Jahrhundert. Um den im Klosterinnenhof gelegenen Fidelis-Brunnen rankt sich die Legende, dass dieser erst nach der Anrufung des Heiligen Fidelis Wasser geführt habe.

### Gebäude des TC Altenstadt
Architektonisch nennenswert ist auch das 2000 errichtete Gebäude des Tennisclub Altenstadt (TC Altenstadt). Das zweistöckige Gebäude ist durch eine klare Formensprache und eine bewusst reduzierte Materialwahl geprägt.

Tennisanlage

### Bildungseinrichtungen
In Altenstadt befindet sich eine Volksschule, dessen Neubau Anfang des Schuljahres 2023/2024 fertiggestellt wurde, zwei Kindergärten, sowie das Bundesgymnasium Feldkirch, welches oft fälschlicherweise in Levis vermutet wird.

## Vereine und Veranstaltungen
In Altenstadt sind einige Vereine ansässig, die nebst dem Vereinsleben auch regelmäßige Veranstaltungen für die Bevölkerung durchführen, darunter u. a. der Heimatkundeverein Altenstadt, der Krippenverein Altenstadt, der Turn- und Sportverein „Ender Klima TSV Altenstadt“, der Tennisclub Altenstadt (TCA), der Schiverein Altenstadt, der Elternverein der Volksschule Altenstadt, der Radfahrclub Altenstadt (RCA), der Musikverein Altenstadt (MVA), der Faschingsverein Narrakarrazücher Altenstadt, die Altenstädtner Fasnatzunft (AFZ), die Dance Elite und die Pfadfindergruppe St. Martin Altenstadt-Levis.
Die wichtigsten Veranstaltungen im Dorf sind die regelmäßig stattfindenden Fußballspiele des TSV Altenstadt, der Funken Altenstadt der vom gleichnamigen Verein organisiert wird, das als „s'altastädtner Dorffescht“ seit 2022 wieder jährlich im Juni stattfindende große Fest am Kirchplatz, das die Pfadfindergruppe veranstaltet, die Kilbi, die im September vom Musikverein veranstaltet wird, sowie die beiden Fasnachtbälle (Inthronisation und AFZ-Ball), die von der AFZ in der Mehrzweckhalle der neuen Volksschule Altenstadt veranstaltet werden.

## Persönlichkeiten
- Josef Vonbun (1902–1984), Facharzt für Psychiatrie und Neurologie sowie NS-Arzt.
- Siegfried Müller (1923–2014), Journalist und Autor
- Wolfgang Matt (* 1955), Bürgermeister von Feldkirch
- Franz Joseph Feuerstein (1871–1943), Pfarrer während der NS-Zeit
- Joseph Hartmann (1864–1930), Vorgänger von Joseph Feuerstein
- Bernhard Lins (* 1948), Komponist, Sänger, Musiker und Kinderbuchautor[14]

## Trivia
- Altenstadt ist älter als Rom. Das beweisen Fundstücke mit einem erwiesenen Alter von etwa 3000 Jahren.
- Bis zum Jahre 1906 wurde das Dorf durch 6 Brunnen mit Quellwasser aus dem Tilliswald versorgt.
- Im Jahre 1857 waren 163 (Klein-)Bauerngehöfte im Katasterplan notiert.
- Das Dominikanerinnenkloster Altenstadt besitzt ein Alpgebiet oberhalb von Laterns.
- Das Bad Laterns gehört der Gemeinde Altenstadt.
- Zur Altgemeinde Altenstadt gehörten früher auch Levis, Gisingen und die vier Dörflein oberhalb der Ill: Nofels, Fresch, Bangs und Matschels.
- Der 56 Meter hohe Kirchturm wurde zuletzt im Jahre 2018 restauriert.